# Patín de ruedas (ferrocarril)

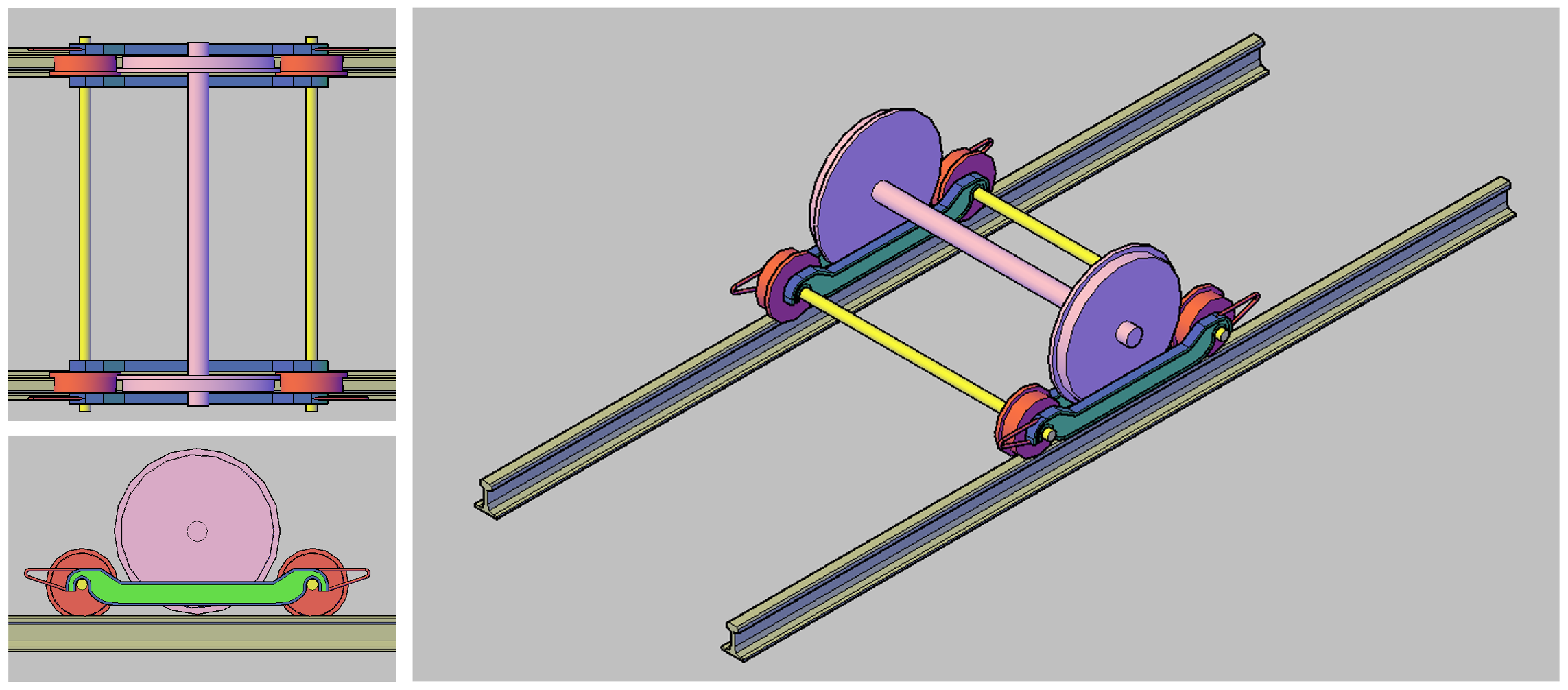
Vistas en planta, alzado y perspectiva de un patín de ruedas. En color violáceo, el eje del ferrocarril bloqueado sustituido por el patín

Un patín de ruedas es un dispositivo que se utiliza para puentear una rueda de ferrocarril dañada o averiada, permitiendo que un tren inmovilizado por este motivo pueda circular de nuevo para llegar a una instalación donde pueda ser reparado.
Son utilizados por todo tipo de ferrocarriles, tanto de pasajeros como de carga. Permiten mantener operativas líneas ferroviarias que de otro modo se detendrían por un fallo. Al tratarse de una solución de carácter provisional, se limita obligatoriamente la velocidad (entre 30 y 50 km/h) de los trenes que utilizan uno de estos patines.

## Configuración
Un patín de ruedas es un bastidor de acero rectangular desmontable (tanto para permitir su colocación bajo un tren, como para facilitar su transporte y almacenaje), que cuenta con cuatro barras longitudinales, dos ejes transversales y cuatro ruedas pequeñas (una en cada esquina) provistas de pestañas y alineadas dos a dos. Lógicamente, el patín está diseñado con el ancho de la vía en la que va a trabajar. Entre cada dos ruedas alineadas, el bastidor dispone de un espacio adecuado para apoyar una de las ruedas inmovilizadas del tren, de forma que se evita el contacto entre los carriles y las dos ruedas de un mismo eje.
Las piezas del bastidor están sólidamente diseñadas para soportar las cargas (tanto estáticas como dinámicas) que le transmite el eje al que sustituye. Para instalar uno de estos dispositivos, se debe contar con un sistema de gatos hidráulicos con la capacidad necesaria para levantar el eje averiado lo suficiente como para poder apoyar el tren sobre el bastidor, de forma que las ruedas bloqueadas no queden en contacto con los carriles.